# 6838 Okuda
6838 Okuda (1995 UD9) là một tiểu hành tinh vành đai chính được phát hiện ngày 30 tháng 10 năm 1995 bởi Y. Shimizu ở Nachi-Katsuura.